# Волнистый полорыл
Волнистый полорыл (лат. Coelorinchus macrochir) — вид морских лучепёрых рыб семейства долгохвостовых (Macrouridae). Максимальная длина тела 68 см. Распространены в западной части Тихого океана. Морские бентопелагические рыбы.

## Описание
Тело удлинённое, сжато с боков, хвостовой отдел вытянут в нить. Тело покрыто крупной чешуёй; каждая чешуйка с короткими, довольно широкими колючками; расположенными 4—9 радиально расходящимися рядами. Гребни на голове хорошо развиты. Нижняя часть головы полностью покрыта чешуёй. Рыло короткое, его длина укладывается 2,8—3,4 раза в длину головы; заканчивается тупым бугорком. Имеется подбородочный усик. Глаза большие, их диаметр укладывается 3,1—3,7 раза в длине головы. Длина верхней челюсти составляет от 34 до 42 % длины головы; окончание челюсти доходит до вертикали, проходящей через задний край глаза. Зубы на челюстях расположены в два ряда, во внутреннем ряду увеличенные. На сошнике и нёбе зубов нет. На внутренней стороне первой жаберной дуги 10—12 жаберных тычинок, на внешней стороне жаберных тычинок нет. Два спинных плавника. В первом спинном плавнике два колючих и 9—11 мягких лучей. Второй луч первого спинного плавника округлой формы с гладким передним краем. Второй спинной и анальный плавники длинные, их лучи заходят на хвост. В грудных плавниках 16—20 мягких лучей. В брюшных плавниках 7 лучей. Хвостовой плавник отсутствует. Анальное отверстие расположено посередине между основаниями брюшных и анального плавника. Орган свечения расположен на средней линии брюха непосредственно перед анальным отверстием.
Максимальная длина тела 68 см. 
Тело коричневатое, брюхо с синеватым оттенком. Ротовая и жаберные полости черноватые; подъязычная область и задний край жаберной полости беловатые. Плавники тёмные или черноватые.

## Биология
Морские бентопелагические рыбы. Обитают на глубинах от 235 до 803 м при температуре от 5 до 10 С.  Нерестятся зимой и весной. В состав рациона входят эвфаузиевые, креветки и мелкие рыбы.

## Ареал
Распространены в западной части Тихого океана у берегов Японии от Хоккайдо до Кюсю и в Восточно-Китайском море. Единичные находки в Охотском море у берегов острова Итуруп.